# 단테스 인페르노 (비디오 게임)
단테스 인페르노(Dante's Inferno)는 Visceral Games가 개발하고 일렉트로닉 아츠가 배급한 2010년 액션 어드벤처 게임이다. 이 게임은 플레이스테이션 3, 엑스박스 360, 플레이스테이션 포터블용으로 2010년 2월 출시되었다. 플레이스테이션 포터블 버전은 아티피셜 마인드 앤드 무브먼트에 의해 개발되었다. 이 비디오 게임을 기반으로 한 비디오 영화 성격의 애니메이션 영화 단테스 인페르노가 동시에 개봉하였다.

## 평가
| 평론 점수 평론사 점수 PS3 PSP 엑스박스 360 디스트럭토이드 9/10 [ 1 ] N/A 9/10 [ 1 ] 에지 6/10 [ 2 ] N/A N/A 유로게이머 N/A N/A 6/10 [ 3 ] 게임 인포머 7/10 [ 4 ] N/A 7/10 [ 4 ] 게임 레볼루션 C+ [ 5 ] N/A C+ [ 5 ] 게임프로 [ 6 ] N/A N/A 게임스팟 6.5/10 [ 7 ] N/A 6.5/10 [ 7 ] 게임스파이 N/A N/A [ 8 ] 게임트레일러스 N/A N/A 6.8/10 [ 9 ] 게임존 N/A N/A 7/10 [ 10 ] 자이언트 밤 N/A N/A [ 11 ] IGN (US) 7.5/10 [ 12 ] (UK) 7/10 [ 13 ] 4.5/10 [ 14 ] (US) 7.5/10 [ 12 ] (UK) 7/10 [ 13 ] OXM (US) N/A N/A 7.5/10 [ 15 ] PSM [ 16 ] [ 17 ] N/A The Daily Telegraph 6/10 [ 18 ] N/A N/A Wired [ 19 ] N/A N/A 통합 점수 메타크리틱 75/100 [ 20 ] 70/100 [ 21 ] 73/100 [ 22 ] |                       |        |                       |
| 평론 점수 |                       |        |                       |
| 평론사 | 점수                  | 점수   | 점수                  |
| 평론사 | PS3                   | PSP    | 엑스박스 360          |
| 디스트럭토이드 | 9/10                  | N/A    | 9/10                  |
| 에지 | 6/10                  | N/A    | N/A                   |
| 유로게이머 | N/A                   | N/A    | 6/10                  |
| 게임 인포머 | 7/10                  | N/A    | 7/10                  |
| 게임 레볼루션 | C+                    | N/A    | C+                    |
| 게임프로 | [ 6 ]                 | N/A    | N/A                   |
| 게임스팟 | 6.5/10                | N/A    | 6.5/10                |
| 게임스파이 | N/A                   | N/A    | [ 8 ]                 |
| 게임트레일러스 | N/A                   | N/A    | 6.8/10                |
| 게임존 | N/A                   | N/A    | 7/10                  |
| 자이언트 밤 | N/A                   | N/A    | [ 11 ]                |
| IGN | (US) 7.5/10 (UK) 7/10 | 4.5/10 | (US) 7.5/10 (UK) 7/10 |
| OXM (US) | N/A                   | N/A    | 7.5/10                |
| PSM | [ 16 ]                | [ 17 ] | N/A                   |
| The Daily Telegraph | 6/10                  | N/A    | N/A                   |
| Wired | [ 19 ]                | N/A    | N/A                   |
| 통합 점수 |                       |        |                       |
| 메타크리틱 | 75/100                | 70/100 | 73/100                |